# Mietków

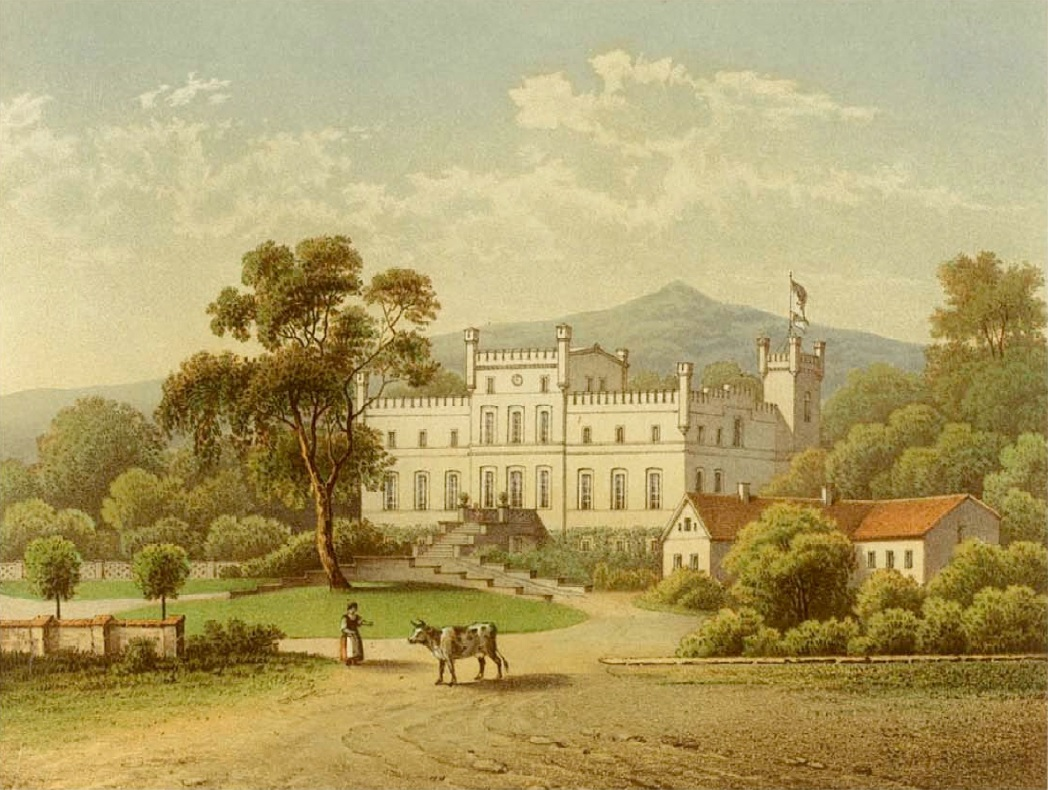
Schloss Mettkau

Mietków (deutsch Mettkau) ist ein Dorf im Powiat Wrocławski der Woiwodschaft Niederschlesien in Polen. Es ist Sitz der gleichnamigen Landgemeinde mit 3737 Einwohnern (Stand 31. Dezember 2020).

## Geographie
Mietków liegt 31 km südwestlich von Breslau. Nahe Mietków liegt der gleichnamige Speichersee.

## Geschichte
Der Ort wurde 1326 als "Mettichaw" und 1360 als "Metkow" erwähnt. 1845 war der Besitzer der königliche Kammerherr und Malteserordensritter Graf von Pinto. Das Dorf zählte damals 36 Häuser, 265 Einwohner (63 evangelisch und der Rest katholisch), katholische Kirche zu Borganie, evangelische Kirche zu Fürstenau, acht Handwerker, zwölf Freistellen inkl. ein Kretscham, eine Schmiede, eine Wassermühle mit zwei Einwohnern, neun Dreschgärtner, zwei Angerhäuser. Mettkau gehörte bis 1932 zum Landkreis Neumarkt und darauf bis 1945 zum Landkreis Breslau. Als Folge des Zweiten Weltkriegs fiel es 1945 mit fast ganz Schlesien an Polen. Nachfolgend wurde es in Mietków umbenannt. Die deutsche Bevölkerung wurde – soweit sie nicht schon vorher geflohen war – vertrieben. Die neu angesiedelten Bewohner stammten teilweise aus Ostpolen, das an die Sowjetunion gefallen war. Von 1975 bis 1998 gehörte Mietków zur Woiwodschaft Breslau.

## Sehenswürdigkeiten
- Schlossruine

## Gemeinde
Zur Landgemeinde (gmina wiejska) Mietków mit einer Flächenausdehnung von 83,3 km² gehören das Dorf selbst und 13 weitere Dörfer mit Schulzenämtern (sołectwa).
Genealogische Orts-Verzeichnis mit einem Schulzenamt (polnisch: Sołectwo)